# Arcane Voidsplitter
Arcane Voidsplitter ist ein 2017 von Stijn van Cauter gegründetes Drone-Doom-Projekt.

## Geschichte
Van Cauter gründete Arcane Voidsplitter 2017 als eines diverser Nebenprojekte abseits seines Hauptprojekts Until Death Overtakes Me. Dabei erklärte er in einem Interview aus dem Jahr 2018, dass all diese Projekte aus einfachen Klangexperimenten und ohne größere Pläne entstünden. Indes räumte er ein, dass Arcane Voidsplitter eines jener Projekte sei, die ihm am meisten Vergnügen bereiten und, dass dies neben anderen Projekten eines jener sei, die seiner Vermutung nach längerfristigen bestehen würden. In einem weiteren Interview bezeichneten er die Musik von Arcane Voidsplitter als das beste Material, das er bis dahin produziert habe.
Das Debütalbum To Reach Beyond erschien wenig beachtet 2017 als Download über van Cauters Label Void OVerflow, eine Fortführung von Nulll Records. Im März 2019 folgte mit Voice of the Stars ein zweites Album, das van Cauter als physische Veröffentlichung in Kooperation mit dem britischen Label Aesthetic Death Records herausgab. Voice of the Stars wurde international positiv aufgenommen und von Rezensenten als eine der besten Veröffentlichungen van Cauters gelobt. Ein Jahr darauf erschien das weit weniger beachtete Album Cosmic Mind über GS Productions. Es folgten weitere Alben über van Cauters Download-Label Void Overflow.

## Stil
Das instrumentale Projekt Arcane Voidsplitter wird vom Musiker und den veröffentlichenden Labeln als kosmische Konzeptband beschrieben, in deren Klang „das Dröhnen der Sterne von den Grenzen der Realität reflektiert wird“. Van Cauter beschreibt die Musik als Mischung aus Funeral Doom, Ambient und Drone Doom. Zur weiteren Umschreibung kreierte er den Begriff Space Drone und bezeichnete die Musik als „lang gestreckte Stücke“. Die Musik wird in Rezensionen als „extrem minimalistisch“ sowie „gänzlich einzigartig[…]“ beschrieben. Entsprechend werden kaum einordnende Vergleiche zu anderen Künstlern bemüht. Lediglich auf bekannte Drone-Interpreten wie Sunn O))) und Earth wird einordnend verwiesen.
Kritiker heben ebenso den kosmischen Aspekt der Musik hervor und beschreiben die vermittelte Atmosphäre als beruhigendes „Space-Ambient-Gefühl“, welches jedoch ob der „extremen Länge schwer zu verdauen“ sei. Die Musik präsentiere sich als „Dronesongs zum Thema Weltall in Überlänge. Erzeugt mit Gitarren und analogen Synthesizern.“ Dabei entstünde eine klangmalerische Darstellung des Kosmos. So kombiniere van Cauter auf dem Keyboard eingespielte Ambient-Klänge mit dem schweren Gitarrenspiel des Drone Doom.

## Diskografie
- 2017: To Reach Beyond (Album, Void Overflow)
- 2019: Voice of the Stars (Album, Aesthetic Death Records)
- 2020: Cosmic Mind (Album, GS Productions)
- 2022: Cold Stars (Album, Void Overflow)
- 2023: ARC-V (Album, Void Overflow)